# Costa Vicentina

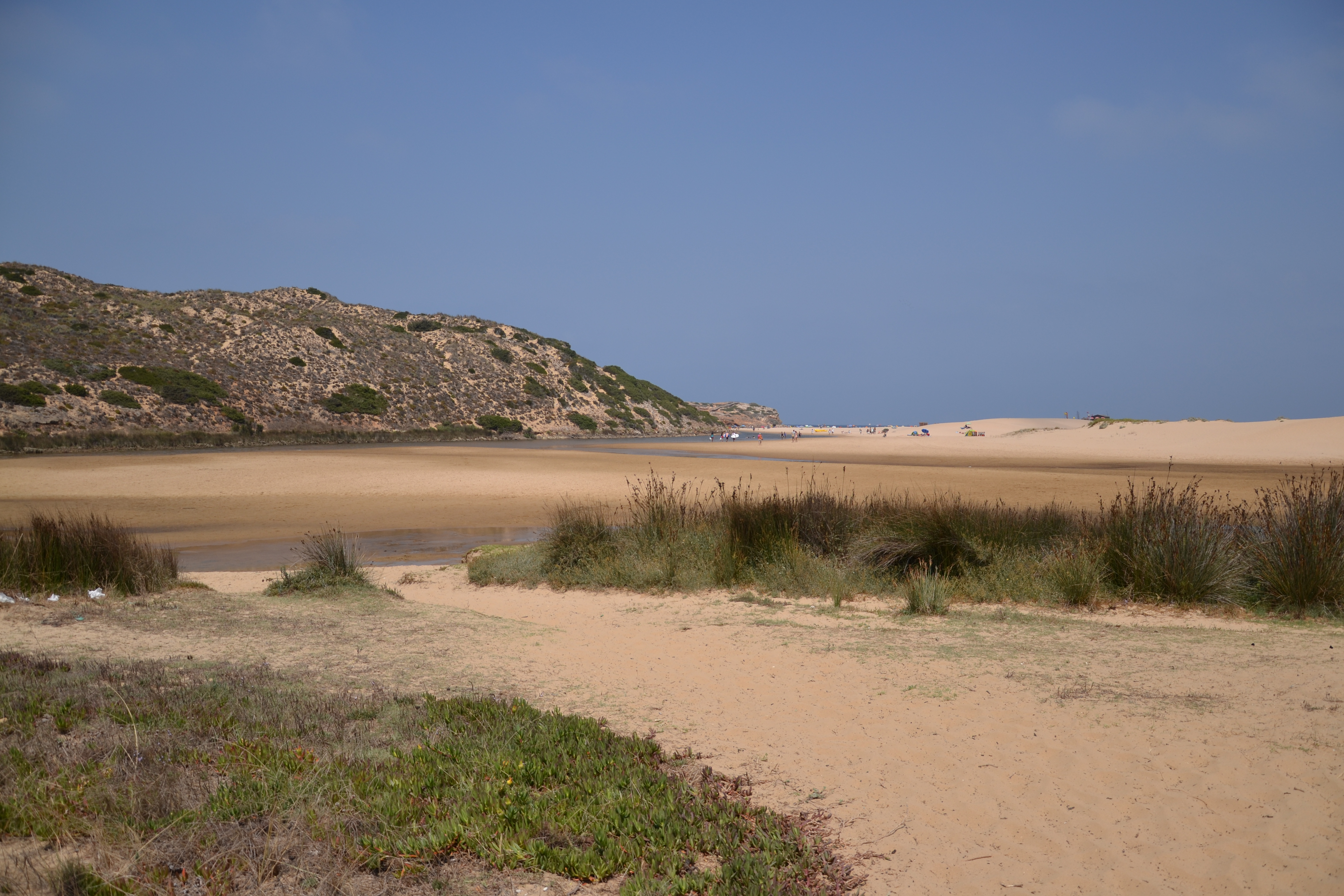
De Costa Vicentina in augustus 2016

De Costa Vicentina is een kuststrook van de Atlantische Oceaan in het westen en uiterste zuidwesten van de Portugese Algarve. De Costa Vicentina begint in Odeceixe in de gemeente Aljezur en loopt tot Burgau in de gemeente Vila do Bispo. Net als Kaap Sint-Vincent (Portugees: Cabo de São Vicente) is de Costa Vicentina genoemd naar Vincentius van Zaragoza, een Spaanse martelaar. De Costa Vicentina maakt deel uit van het Natuurpark Sudoeste Alentejano e Costa Vicentina, een beschermd natuurgebied aan de zuidwestkust van Portugal.